# Carl Wilson
Carl Dean Wilson (ur. 21 grudnia 1946 w Hawthorne, zm. 6 lutego 1998 w Los Angeles) − amerykański gitarzysta, autor tekstów, kompozytor i aranżer zespołu The Beach Boys. Zmarł na raka płuc w swoim domu w Los Angeles w wieku 51 lat. Posiadał charakterystyczny, ciepły i aksamitny głos, który słychać między innymi w piosenkach „Good Vibrations”, „California Girls'” czy „Kokomo”.
Był dwukrotnie żonaty; od 3 lutego 1966 do 1980 z Annie Hinsche, z którą miał dwóch synów: Jonaha (ur. 1969) i Justyna (ur. 1971); od 8 listopada 1987 z Giną Martin.